# Catocala dejeani
Catocala dejeani és una espècie de papallona nocturna de la subfamília Erebinae i la família Erebidae. Es troba a la Xina (Shaanxi, Guangxi) i Taiwan.
Alguns autors la consideren una subespècie de Catocala kuangtungensis.
Fa aproximadament 67 mm d'envergadura alar.

## Subespècies
- Catocala dejeani dejeani
- Catocala dejeani chogohtoku Ishizuka, 2002 (China)
- Catocala dejeani owadai Ishizuka, 2002 (Taiwan)